# Richard Patry
Pour les articles homonymes, voir Patry.
Richard Patry, né le 13 mai 1964 à Elbeuf, est un homme d'affaires français et exploitant de salles de cinéma. Il est président de la Fédération nationale des cinémas français (FNCF), président-directeur général de la société française d'exploitation cinématographique Nord-Ouest Exploitation Cinémas (NOE) et président de la Chambre syndicale des Cinémas de Normandie.

## Biographie

### Enfance
Il est issu d'une famille modeste normande, fils de père barbier et de mère ouvrière.

### Adolescence
Ancien élève du lycée André-Maurois (Elbeuf), il crée en son sein et dirige le Ciné-club "Climat 16".
En 1982, Le Mercure, principal cinéma d'Elbeuf, ferme, tandis que Les Cinémas Mercure lui succèdent. Richard Patry se porte volontaire pour travailler bénévolement le week-end en contrepartie du visionnage gratuit de l'ensemble des films diffusés. Contrôleur, puis opérateur projectionniste, il prend rapidement la direction d'exploitation du nouveau complexe de trois salles.

### Premiers pas dans l'entrepreneuriat
Bachelier, puis licencié d'économie en 1986, il propose le rachat au propriétaire de l'établissement en cas de vente. Trois semaines plus tard, l'offre se présente, face à laquelle il répond positivement. Il parvient à obtenir un prêt d'un million et demi de francs, et prend ainsi la tête de son premier cinéma en 1987.
La même année, il procède au rachat des quatre Cinémas Mercure d'Elbeuf, fondant ainsi la société Nord-Ouest Exploitation Cinémas, dont il assure toujours la direction.

### Développement du groupe
S'orientant vers une stratégie d'implantation locale par des rachats successifs et la rénovation de cinémas normands entre les années 1990 et 2010, il s'appuie sur un management de type participatif, stabilisant son équipe de collaborateurs.

### De l'homme d'affaires à la personnalité publique
Le 24 janvier 2013, Richard Patry est nommé président de la FNCF pour un mandat de deux ans. Il succède ainsi à Jean Labé, en fonction depuis 1988, désormais président d'honneur de la FNCF. Sa première année de présidence sera marquée par un bras de fer avec la ministre de la culture Aurélie Filippetti qui, le 24 septembre 2013, renonce à l'augmentation du taux de taxe sur la valeur ajoutée initialement programmée de 7 % à 10 % sur le prix des places de cinéma, jusqu'à réduire ce taux à 5,5 %. Conforté par le 68e congrès de la FNCF à Deauville le lendemain, Richard Patry opte en contrepartie pour un "signal fort pour relancer la fréquentation" en décidant de baisser le prix des places de cinéma à 4 euros pour les moins de 14 ans.
Le 29 janvier 2015, sa réélection à l'unanimité pour un nouveau mandat de deux ans l'ancre dans le paysage du syndicalisme audiovisuel français. Le 26 janvier 2017, il est de nouveau réélu également pour une durée de 2 ans. En janvier 2025, Richard Patry est réélu pour deux ans président de la FNCF.

## Distinctions

### Décorations
- Officier dans l’ordre des Arts et des Lettres le 12 mars 2019[13].
- Chevalier dans l'ordre des Palmes académiques[14].
- Chevalier de la Légion d'honneur depuis le 13 juillet 2014[15].

### Reconnaissance médiatique
Richard Patry a été classé 19e personnalité la plus influente du cinéma français en mai 2014 dans l'enquête de couverture du journal des Échos.

### Reconnaissance locale
Richard Patry a été élu personnalité de l'année 2014 par les Elbeuviens.